# LW Fashion
Die LW Fashion GmbH, ehemals Licona, ist ein österreichischer Herrenausstatter.

## Geschichte
Gegründet wurde das Familienunternehmen 1928. Licona wurde Ausstatter für zahlreiche Kunden, darunter das österreichische olympische Team für Grenoble 1968 und Sapporo 1972. In den 1960er und 70er Jahren war Licona eines der führenden Unternehmen. Fürst Rainier III. von Monaco, Regisseur Peter Sellars, Schlagersänger Peter Alexander und Vico Torriani sowie Formel-1-Rennfahrer Jochen Rindt waren alle Kunden von Licona.
Geschäftsführer und -Miteigentümer Helmut Liegle konnte den Modedesigner Helmut Lang dazu gewinnen, eine Kollektion zu entwerfen.
Ende der 1990er Jahre geriet das Unternehmen zunehmend in Schwierigkeiten. Zeitweise wurde eine neue Marke „Helmut Liegle“ verkauft, die jedoch preislich zu hoch war im Vergleich zu anderen Herstellern wie Hugo Boss. 2003 mussten die Werke in Österreich und Ungarn geschlossen werden und die Produktion komplett nach Osteuropa verlegt werden. Von den damals 330 Angestellten mussten 270 ihren Platz räumen. 
Die Produktionsstätte befand sich anfänglich in der Zirkusgasse 24, im 2. Wiener Gemeindebezirk. Mit zunehmender Expansion und Erweiterung wurde eine große Produktionsstätte in Strebersdorf, in der Autokaderstraße 33 errichtet, wohin bis auf die Verwaltung und ein Großhandelsverkauf übersiedelte.

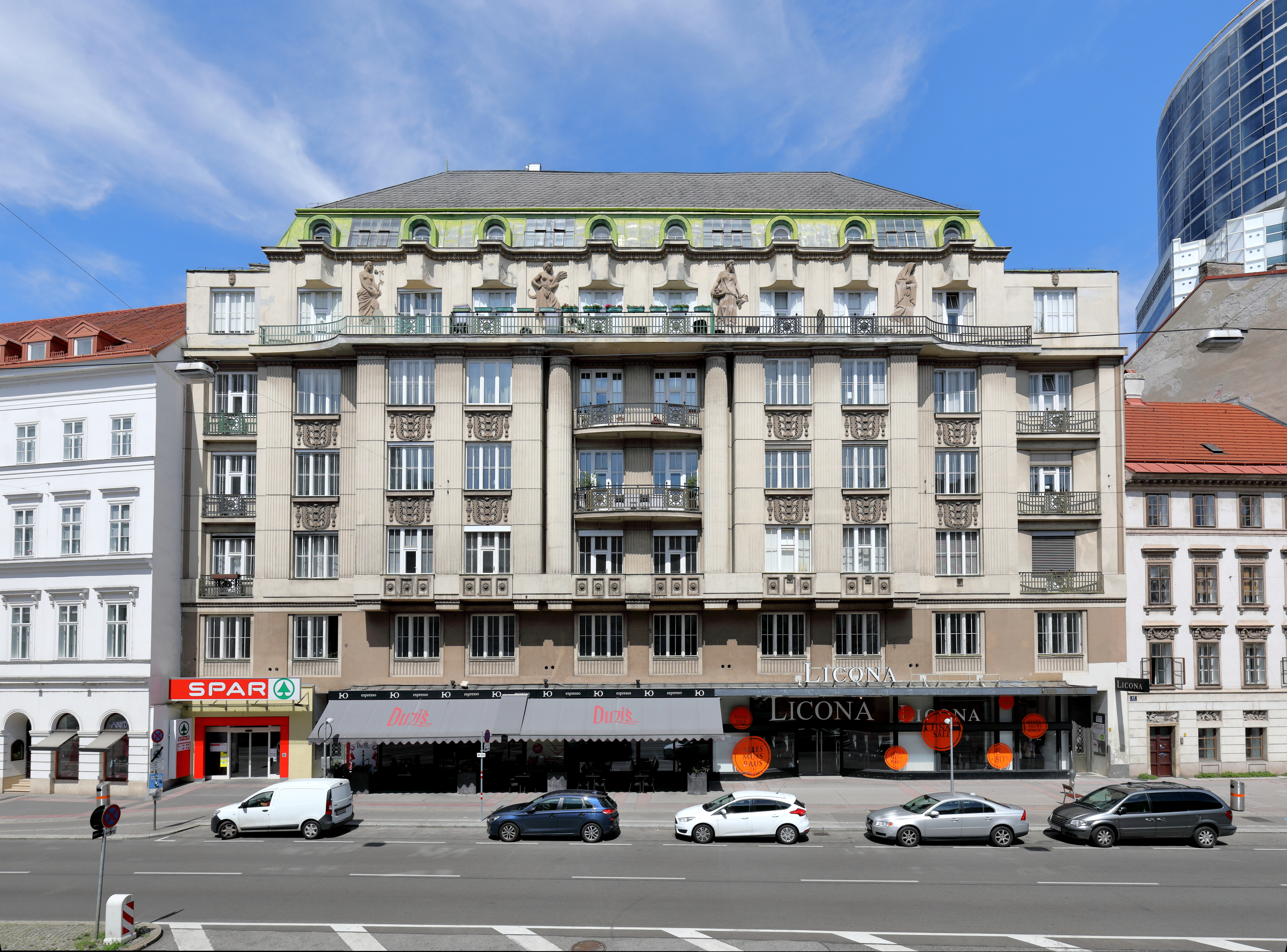
Filiale in der Wiener Praterstraße 25

Eine eigene Filiale konnte Mitte der Neunziger an der Wiener Praterstraße 25 eröffnet werden.
Mit den zunehmend sinkenden Einnahmen sowie den Schulden, die dennoch getilgt werden mussten, meldete das Unternehmen Konkurs im Jahr 2005 an konnte jedoch einen Zwangsausgleich schaffen. Im Jahr 2009 meldete Licona erneut Konkurs an. Im Jahr 2020 musste die Filiale Praterstraße schließen.